# Saluan-Banggai-Sprachen
Die Saluan-Banggai-Sprachen bilden einen Zweig der malayo-polynesischen Sprachen innerhalb der austronesischen Sprachen. Die Gruppe von eng miteinander verwandten Sprachen wird auf den Banggai-Inseln und auf der östlichen Halbinsel Zentralsulawesis gesprochen.
Einzelsprachen sind:
- Banggai: Banggai, Balantak
- Saluan: Andio, Bobongko, Saluan, Batui